# Selby, South Dakota
Selby är administrativ huvudort i Walworth County i South Dakota. Enligt 2020 års folkräkning hade Selby 610 invånare. Selby planlades år 1900.